# Endgame World Tour
Endgame World Tour fue una gira mundial realizada por la banda de Thrash metal Megadeth entre el 2009 y el 2010. En esta se celebró el 20 aniversario del álbum Rust in Peace de 1990 y la gira "The Big Four".

## Historia
Megadeth comienza su gira en el 2009 sin muchas complicaciones, pero a finales del 2009 se supo a voz pública que Dave Mustaine y David Ellefson (Exbajista de la banda) habían hecho las paces (de lo cual se supo por parte de Mustaine que el ya había entablado comunicación con Ellefson en 2005), es por ello que el hasta ese momento bajista de Megadeth James LoMenzo decidió por cuenta propia dejar la banda para que Ellefson tuviera la puerta abierta para un retorno, fue así como Shawn Drover (Baterista) contacto a Ellefson para decirle que había una vacante y que si había alguna esperanza de volver a Megadeth esta sería la oportunidad, fue así como al poco tiempo se oficializó el regreso de Ellefson a la banda luego de 8 años de ausencia. 
Para el 2010 sería más que un año increíble para Megadeth no solo retornaría su bajista original, David Ellefson, sino que el álbum Rust in Peace de 1990 cumplía 20 años y Megadeth decidió celebrarlo haciendo una serie de presentaciones en donde tocaría el disco en su totalidad, debutando así algunos temas nunca antes tocados en vivo, y que una de sus presentaciones sería grabada como un DVD titulado Rust in Peace Live, que sería el primero grabado con Ellefson desde Rude Awakening de 2002.
También ese año del 2010 se realizaría los concierto titulados "The Big Four" que supondría la primera vez que Los cuatro grandes del thrash metal se unían para tocar en único escenario (Megadeth, Anthrax, Slayer y Metallica) y que una de dichas presentaciones en Sofia, Bulgaria, sería grabada en DVD y proyectada en cines bajo el nombre de The Big Four: Live from Sofia, Bulgaria.

## Endgame: Fechas 2009
| 10 de febrero de 2009   | Dublín             | Irlanda           | The O2                                    |
| 11 de febrero de 2009   | Belfast            | Irlanda del Norte | Odyssey Arena                             |
| 13 de febrero de 2009   | Sheffield          | Inglaterra        | Sheffield Arena                           |
| 14 de febrero de 2009   | Birmingham         | Inglaterra        | LG Arena                                  |
| 16 de febrero de 2009   | Glasgow            | Escocia           | Scottish Exhibition and Conference Centre |
| 17 de febrero de 2009   | Mánchester         | Inglaterra        | O2 Apollo Manchester                      |
| 18 de febrero de 2009   | Newcastle          | Inglaterra        | O2 Academy Newcastle                      |
| 20 de febrero de 2009   | Cardiff            | Gales             | Cardiff International Arena               |
| 21 de febrero de 2009   | Londres            | Inglaterra        | Wembley Arena                             |
| 24 de febrero de 2009   | Dortmund           | Alemania          | Westfalenhalle 2                          |
| 25 de febrero de 2009   | Bamberg            | Alemania          | Jako Arena                                |
| 26 de febrero de 2009   | Berlín             | Alemania          | Max-Schmeling-Halle                       |
| 28 de febrero de 2009   | Estocolmo          | Suecia            | Ericsson Globe                            |
| 1 de marzo de 2009      | Gotemburgo         | Suecia            | Scandinavium                              |
| 3 de marzo de 2009      | Horsens            | Dinamarca         | Forum Horsens Stadium                     |
| 4 de marzo de 2009      | Malmö              | Suecia            | Malmö Arena                               |
| 6 de marzo de 2009      | Hamburgo           | Alemania          | Alsterdorfer Sporthalle                   |
| 7 de marzo de 2009      | Offenbach          | Alemania          | Stadthalle                                |
| 8 de marzo de 2009      | Stuttgart          | Alemania          | Porsche-Arena                             |
| 10 de marzo de 2009     | Milán              | Italia            | PalaSharp                                 |
| 11 de marzo de 2009     | Friburgo           | Suiza             | Forum                                     |
| 13 de marzo de 2009     | San Sebastián      | España            | Velódromo de Anoeta                       |
| 14 de marzo de 2009     | Zaragoza           | España            | Plaza de Toros                            |
| 15 de marzo de 2009     | Leganés            | España            | La Cubierta                               |
| 17 de marzo de 2009     | Lisboa             | Portugal          | Pavilhão Atlântico                        |
| 19 de marzo de 2009     | Badalona           | España            | Pavelló Olímpic de Badalona               |
| 21 de marzo de 2009     | Paris              | Francia           | Le Zénith                                 |
| 22 de marzo de 2009     | Forest (Bélgica)   | Bélgica           | Vorst Nationaal                           |
| 23 de marzo de 2009     | Ámsterdam          | Países Bajos      | Heineken Music Hall                       |
| Norteamérica            |                    |                   |                                           |
| 7 de abril de 2009      | Los Ángeles        | Estados Unidos    | Revolver Golden Gods                      |
| 24 de junio de 2009     | Vancouver          | Canadá            | General Motors Place                      |
| 26 de junio de 2009     | Edmonton           | Canadá            | Rexall Place                              |
| 27 de junio de 2009     | Calgary            | Canadá            | Pengrowth Saddledome                      |
| 29 de junio de 2009     | Winnipeg           | Canadá            | MTS Centre                                |
| Oceanía                 |                    |                   |                                           |
| 5 de octubre de 2009    | Auckland           | Nueva Zelanda     | Logan Campbell Centre                     |
| 7 de octubre de 2009    | Brisbane           | Australia         | Riverstage                                |
| 8 de octubre de 2009    | Sídney             | Australia         | Hordern Pavilion                          |
| 9 de octubre de 2009    | Melbourne          | Australia         | Festival Hall                             |
| 11 de octubre de 2009   | Adelaide           | Australia         | Thebarton Theatre                         |
| 13 de octubre de 2009   | Perth              | Australia         | Challenge Stadium                         |
| Asia                    |                    |                   |                                           |
| 17 de octubre de 2009   | Chiba              | Japón             | Loud Park                                 |
| 19 de octubre de 2009   | Osaka              | Japón             | Namba Hatch                               |
| 20 de octubre de 2009   | Nagoya             | Japón             | Diamond Hall                              |
| Norteamérica            |                    |                   |                                           |
| 14 de noviembre de 2009 | Grand Rapids       | Estados Unidos    | The Orbit Room                            |
| 15 de noviembre de 2009 | Peoria             | Estados Unidos    | Peoria Civic Center                       |
| 17 de noviembre de 2009 | Milwaukee          | Estados Unidos    | Eagles Ballroom                           |
| 18 de noviembre de 2009 | Columbus           | Estados Unidos    | Lifestyle Communities Pavilion            |
| 20 de noviembre de 2009 | Covington          | Estados Unidos    | Madison Theater                           |
| 21 de noviembre de 2009 | Richmond           | Estados Unidos    | The National                              |
| 22 de noviembre de 2009 | Knoxville          | Estados Unidos    | Valarium                                  |
| 23 de noviembre de 2009 | Charlotte          | Estados Unidos    | The Fillmore                              |
| 25 de noviembre de 2009 | Fort Lauderdale    | Estados Unidos    | Revolution Live                           |
| 27 de noviembre de 2009 | Orlando            | Estados Unidos    | Hard Rock Live                            |
| 28 de noviembre de 2009 | North Myrtle Beach | Estados Unidos    | House of Blues                            |
| 30 de noviembre de 2009 | Corpus Christi     | Estados Unidos    | Concrete Street Amphitheater              |
| 1 de diciembre de 2009  | Texas              | Estados Unidos    | Sunken Gardens Theater                    |
| 2 de diciembre de 2009  | Dallas             | Estados Unidos    | Palladium Ballroom                        |
| 3 de diciembre de 2009  | Oklahoma City      | Estados Unidos    | Diamond Ballroom                          |
| 5 de diciembre de 2009  | Kansas City        | Estados Unidos    | Beaumont Club                             |
| 6 de diciembre de 2009  | Illinois           | Estados Unidos    | Pop's                                     |
| 7 de diciembre de 2009  | Davenport          | Estados Unidos    | RiverCenter                               |
| 8 de diciembre de 2009  | Fargo              | Estados Unidos    | Playmakers Pavilion                       |
| 10 de diciembre de 2009 | Billings           | Estados Unidos    | Shrine Auditorium                         |
| 12 de diciembre de 2009 | Nevada             | Estados Unidos    | Reno Events Center                        |
| 13 de diciembre de 2009 | Las Vegas          | Estados Unidos    | House of Blues                            |

## Rust in Peace 20th Anniversary Tour
| 1 de marzo de 2010      | Spokane             | Estados Unidos | Knitting Factory                                |
| 2 de marzo de 2010      | Boise               | Estados Unidos | Knitting Factory                                |
| 3 de marzo de 2010      | Medford             | Estados Unidos | Medford Armory                                  |
| 6 de marzo de 2010      | Calgary             | Canadá         | Big Four Building                               |
| 7 de marzo de 2010      | Edmonton            | Canadá         | Shaw Conference Centre                          |
| 8 de marzo de 2010      | Saskatoon           | Canadá         | Prairieland Park                                |
| 11 de marzo de 2010     | Indianápolis        | Estados Unidos | Murat Theatre                                   |
| 12 de marzo de 2010     | Greensburg          | Estados Unidos | Palace Theater                                  |
| 13 de marzo de 2010     | Buffalo             | Estados Unidos | Town Ballroom                                   |
| 15 de marzo de 2010     | Washington          | Estados Unidos | 9:30 Club                                       |
| 16 de marzo de 2010     | Baltimore           | Estados Unidos | Rams Head Live!                                 |
| 17 de marzo de 2010     | Baltimore           | Estados Unidos | Rams Head Live!                                 |
| 18 de marzo de 2010     | Scranton            | Estados Unidos | Scranton Cultural Center                        |
| 19 de marzo de 2010     | Norfolk             | Estados Unidos | The NorVa                                       |
| 21 de marzo de 2010     | Atlanta             | Estados Unidos | Tabernacle                                      |
| 22 de marzo de 2010     | Asheville           | Estados Unidos | The Orange Peel                                 |
| 23 de marzo de 2010     | Memphis             | Estados Unidos | Minglewood Hall                                 |
| 25 de marzo de 2010     | Houston             | Estados Unidos | Verizon Wireless Theater                        |
| 26 de marzo de 2010     | Austin              | Estados Unidos | Stubb's Bar-B-Q                                 |
| 27 de marzo de 2010     | Lubbock             | Estados Unidos | Lonestar Pavilion                               |
| 28 de marzo de 2010     | El Paso             | Estados Unidos | Abraham Chavez Theatre                          |
| 30 de marzo de 2010     | Tucson              | Estados Unidos | Rialto Theatre                                  |
| 31 de marzo de 2010     | Los Ángeles         | Estados Unidos | Hollywood Palladium                             |
| 8 de abril de 2010      | Los Ángeles         | Estados Unidos | Revolver Golden Gods                            |
| 17 de abril de 2010     | Ciudad de México    | México         | Palacio de los Deportes                         |
| Suramérica              |                     |                |                                                 |
| 20 de abril de 2010     | Recife              | Brasil         | Clube Português do Recife                       |
| 22 de abril de 2010     | Brasília            | Brasil         | Ginásio Nilson Nelson                           |
| 24 de abril de 2010     | São Paulo           | Brasil         | Credicard Hall                                  |
| 26 de abril de 2010     | Porto Alegre        | Brasil         | Pepsi on Stage                                  |
| 28 de abril de 2010     | Buenos Aires        | Argentina      | Estadio Luna Park                               |
| 30 de abril de 2010     | Santiago            | Chile          | Movistar Arena                                  |
| 2 de mayo de 2010       | Lima                | Perú           | Explanada Sur del Estadio Monumental            |
| 6 de mayo de 2010       | Caracas             | Venezuela      | Centro Internacional de Exposiciones de Caracas |
| Norteamérica            |                     |                |                                                 |
| 9 de mayo de 2010       | Alajuela            | Costa Rica     | Autódromo La Guácima                            |
| 13 de mayo de 2010      | Ciudad de Guatemala | Guatemala      | Forum Mundo E                                   |
| 15 de mayo de 2010      | San Salvador        | El Salvador    | Centro Internacional de Ferias y Convenciones   |
| Europa                  |                     |                |                                                 |
| 30 de mayo de 2010      | Lisboa              | Portugal       | Rock in Rio                                     |
| 1 de junio de 2010      | Barcelona           | España         | Razzmatazz                                      |
| 3 de junio de 2010      | Bolonia             | Italia         | Estragon                                        |
| 4 de junio de 2010      | Roma                | Italia         | Atlantico Live                                  |
| 5 de junio de 2010      | Milán               | Italia         | Alcatraz                                        |
| 7 de junio de 2010      | Tilburgo            | Países Bajos   | Poppodium 013                                   |
| 8 de junio de 2010      | Bruselas            | Bélgica        | Ancienne Belgique                               |
| 9 de junio de 2010      | Lille               | Francia        | L'Aéronef                                       |
| 11 de junio de 2010     | Copenhague          | Dinamarca      | Copenhell                                       |
| 12 de junio de 2010     | Castle Donington    | Inglaterra     | Download Festival                               |
| 29 de junio de 2010     | Ljubljana           | Eslovenia      | Kino Šiška                                      |
| Asia                    |                     |                |                                                 |
| 10 de diciembre de 2010 | Auckland            | Nueva Zelanda  | No Sleep Til Auckland                           |
| 12 de diciembre de 2010 | Perth               | Australia      | No Sleep Til Perth                              |
| 15 de diciembre de 2010 | Adelaide            | Australia      | No Sleep Til Adelaide                           |
| 17 de diciembre de 2010 | Melbourne           | Australia      | No Sleep Til Melbourne                          |
| 18 de diciembre de 2010 | Sídney              | Australia      | No Sleep Til Sydney                             |
| 19 de diciembre de 2010 | Brisbane            | Australia      | No Sleep Til Brisbane                           |

## Endgame: Fechas 2010
En esta etapa de la gira se tocaron también las presentaciones bajo el marco del "Big Four" junto a Metallica, Anthrax y Slayer.
| 28 de abril de 2010      | Buenos Aires         | Argentina       | Estudio Norberto Napolitano                    |
| Europa                   |                      |                 |                                                |
| 14 de junio de 2010      | Cork                 | Irlanda         | Live at the Marquee                            |
| 16 de junio de 2010      | Varsovia             | Polonia         | Sonisphere Poland                              |
| 18 de junio de 2010      | Jonschwil            | Suiza           | Sonisphere Switzerland                         |
| 19 de junio de 2010      | Milovice             | República Checa | Sonisphere Czech Republic                      |
| 20 de junio de 2010      | Budapest             | Hungría         | Petőfi Csarnok                                 |
| 22 de junio de 2010      | Sofia                | Bulgaria        | Sonisphere Bulgaria                            |
| 24 de junio de 2010      | Malakása             | Grecia          | Sonisphere Greece                              |
| 26 de junio de 2010      | Bucarest             | Rumania         | Sonisphere Romania                             |
| 27 de junio de 2010      | Estambul             | Turquía         | Sonisphere Turkey                              |
| 30 de junio de 2010      | Zagreb               | Croacia         | Boogaloo                                       |
| 1 de julio de 2010       | Viena                | Austria         | Planet.tt Bank Austria Halle Gasometer         |
| 2 de julio de 2010       | Nové Mesto nad Váhom | Eslovaquia      | Topfest                                        |
| 4 de julio de 2010       | Helsinki             | Finlandia       | Tuska                                          |
| 7 de julio de 2010       | Kvinesdal            | Noruega         | Norway Rock Festival                           |
| 8 de julio de 2010       | Gävle                | Suecia          | Getaway Rock Festival                          |
| 10 de julio de 2010      | Madrid               | España          | Sonisphere Spain                               |
| 13 de julio de 2010      | Moscú                | Rusia           | B1 Maximum Club                                |
| 14 de julio de 2010      | Moscú                | Rusia           | B1 Maximum Club                                |
| 16 de julio de 2010      | Haapsalu             | Estonia         | Haapsalu Castle                                |
| Norteamérica             |                      |                 |                                                |
| 23 de julio de 2010      | Quebec City          | Canadá          | Pavillon de la Jeunesse                        |
| 24 de julio de 2010      | Montreal             | Canadá          | Heavy MTL                                      |
| 25 de julio de 2010      | Montreal             | Canadá          | Metropolis                                     |
| 26 de julio de 2010      | Halifax              | Canadá          | Halifax Metro Centre                           |
| 27 de julio de 2010      | Moncton              | Canadá          | Moncton Coliseum                               |
| 29 de julio de 2010      | Toronto              | Canadá          | Molson Amphitheatre                            |
| 30 de julio de 2010      | London (Ontario)     | Canadá          | John Labatt Centre                             |
| 11 de agosto de 2010     | New York             | Estados Unidos  | Glens Falls Civic Center                       |
| 12 de agosto de 2010     | East Rutherford      | Estados Unidos  | Izod Center                                    |
| 14 de agosto de 2010     | Lowell               | Estados Unidos  | Tsongas Center at UMass Lowell                 |
| 15 de agosto de 2010     | Camden               | Estados Unidos  | Susquehanna Bank Center                        |
| 16 de agosto de 2010     | Wallingford          | Estados Unidos  | Toyota Presents the Oakdale Theatre            |
| 18 de agosto de 2010     | Cleveland            | Estados Unidos  | Time Warner Cable Amphitheater at Tower City   |
| 19 de agosto de 2010     | Detroit              | Estados Unidos  | Joe Louis Arena                                |
| 20 de agosto de 2010     | Chicago              | Estados Unidos  | UIC Pavilion                                   |
| 21 de agosto de 2010     | Saint Paul           | Estados Unidos  | Roy Wilkins Auditorium                         |
| 23 de agosto de 2010     | Bonner Springs       | Estados Unidos  | Capitol Federal Park at Sandstone Amphitheater |
| 25 de agosto de 2010     | Denver               | Estados Unidos  | Magness Arena                                  |
| 26 de agosto de 2010     | Albuquerque          | Estados Unidos  | Tingley Coliseum                               |
| 27 de agosto de 2010     | Phoenix              | Estados Unidos  | Dodge Theatre                                  |
| 29 de agosto de 2010     | Chula Vista          | Estados Unidos  | Cricket Wireless Amphitheatre                  |
| 30 de agosto de 2010     | Long Beach           | Estados Unidos  | Long Beach Arena                               |
| 31 de agosto de 2010     | Daly City            | Estados Unidos  | Cow Palace                                     |
| 1 de septiembre de 2010  | Sacramento           | Estados Unidos  | ARCO Arena                                     |
| 3 de septiembre de 2010  | Seattle              | Estados Unidos  | WaMu Theater                                   |
| 4 de septiembre de 2010  | Hillsboro            | Estados Unidos  | Washington County Fair Complex                 |
| 24 de septiembre de 2010 | Dallas               | Estados Unidos  | Superpages.com Center                          |
| 25 de septiembre de 2010 | Texas                | Estados Unidos  | AT&T Center                                    |
| 26 de septiembre de 2010 | Houston              | Estados Unidos  | Verizon Wireless Theater                       |
| 28 de septiembre de 2010 | Nueva Orleans        | Estados Unidos  | Kiefer UNO Lakefront Arena                     |
| 30 de septiembre de 2010 | Knoxville            | Estados Unidos  | Knoxville Civic Coliseum                       |
| 1 de octubre de 2010     | Duluth               | Estados Unidos  | The Arena at Gwinnett Center                   |
| 2 de octubre de 2010     | Orlando              | Estados Unidos  | Hard Rock Live                                 |
| 3 de octubre de 2010     | Miami                | Estados Unidos  | Bayfront Park Amphitheater                     |
| 5 de octubre de 2010     | Hampton              | Estados Unidos  | Hampton Coliseum                               |
| 6 de octubre de 2010     | Baltimore            | Estados Unidos  | 1st Mariner Arena                              |
| 8 de octubre de 2010     | Uniondale            | Estados Unidos  | Nassau Veterans Memorial Coliseum              |
| 9 de octubre de 2010     | Scranton             | Estados Unidos  | Toyota Pavilion at Montage Mountain            |
| 10 de octubre de 2010    | Columbus             | Estados Unidos  | Lifestyle Communities Pavilion                 |
| 12 de octubre de 2010    | Louisville           | Estados Unidos  | Freedom Hall                                   |
| 14 de octubre de 2010    | Fort Wayne           | Estados Unidos  | Allen County War Memorial Coliseum             |
| 15 de octubre de 2010    | Grand Rapids         | Estados Unidos  | The DeltaPlex Arena & Conference Center        |
| 16 de octubre de 2010    | Milwaukee            | Estados Unidos  | Eagles Ballroom                                |
| 19 de octubre de 2010    | West Valley          | Estados Unidos  | Maverik Center                                 |
| 20 de octubre de 2010    | Las Vegas            | Estados Unidos  | Pearl Concert Theater at Palms Casino Resort   |
| 21 de octubre de 2010    | Universal City       | Estados Unidos  | Gibson Amphitheatre                            |
| 6 de noviembre de 2010   | Phoenix              | Estados Unidos  | Arizona State Fair                             |

## Canciones tocadas en la gira
De  Peace Sells... But Who's Buying?:
- "Wake Up Dead"
- "Peace Sells"
- "Devil's Island
- "My Last Words" (Tocada una sola vez junto a Kerry King Guitarrista de Slayer y exguitarrista de Megadeth en sus inicios)

De  So Far, So Good... So What!:
- "In My Darkest Hour"
- "Hook in Mouth"

De  Rust in Peace:
- "Holy Wars the Punishment Due"
- "Hangar 18"
- "Take No Prisoners"
- "Five Magics"
- "Poison Was the Cure"
- "Lucretia"
- "Tornado of Souls"
- "Dawn Patrol"
- "Rust in Peace... Polaris"

De  Countdown to Extinction:
- "Skin o' My Teeth"
- "Symphony of Destruction"
- "Sweating Bullets"

De  Cryptic Writings:
- "She-Wolf"
- "Trust"

De  United Abominations:
- "A Tout Le Monde (Set Me Free)"

De  Endgame:
- "Dialectic Chaos"
- "This Day We Fight!"
- "44 Minutes"
- "1,320′"
- "Head Crusher"
- "How the Story Ends"
- "The Right to Go Insane"

## Personal
- Dave Mustaine: Guitarra, Voz
- Chris Broderick: Guitarra, Coros
- James LoMenzo: Bajo, Coros (2009-2010)
- David Ellefson: Bajo, Coros (2010-)
- Shawn Drover: Batería, Coros